# Perevalsk
Perevalsk (ukrainsk: Перевальськ; russisk: Перевальск) er en by i den sydvestlige del af Luhansk oblast (provinsen) i Ukraine. Den er det administrative centrum for Perevalsk rajon. I 2021 havde byen 24.919 indbyggere.

## Historie
Perevalsk blev grundlagt i 1889 som Seleznyovsky Quarry, for arbejderne i kulminedrift, og den tilhørte den podolske adelsmand og kejserlig russisk loyale undersåt Kazimierz Mscichowski. Med tiden voksede den ved at indlemme lignende minearbejderbebyggelser. I 1924 blev den omdøbt til imeni Parizhskoi Kommuny (efter Pariserkommunen) og blev i kortform omtalt som Parkommuna. I 1938 antog den sit forkortede navn Parkommuna som officielt navn, og i 1964 fik den sit nuværende navn. I 1964 blev den administrativt centrum for det nyoprettede Perevalsk rajon.
Perevalsk grænser umiddelbart op til den større by Altjevsk, som i 1961-1991 også blev navngivet efter Pariserkommunen som Kommunarsk.
Siden 2014 har Perevalsk været administreret som en del af den selvudråbte Folkerepublikken Lugansk. Ifølge ukrainske nyhedsrapporter har militær fra Luhansk Folkerepublik, ved mindst to lejligheder i 2020 og 2021 skændet og beskadiget en lokal kirkegård ved at køre igennem den med kampvogne.